# Bohdanove, Novhorod-Siverskîi
Bohdanove (în ucraineană Богданове) este un sat în comuna Hremeaci din raionul Novhorod-Siverskîi, regiunea Cernihiv, Ucraina.

## Demografie
Componența lingvistică a localității Bohdanove
     Rusă (79,21%)
     Ucraineană (20,79%)
Conform recensământului din 2001, majoritatea populației localității Bohdanove era vorbitoare de rusă (79,21%), existând în minoritate și vorbitori de ucraineană (20,79%).